# Huber Matos

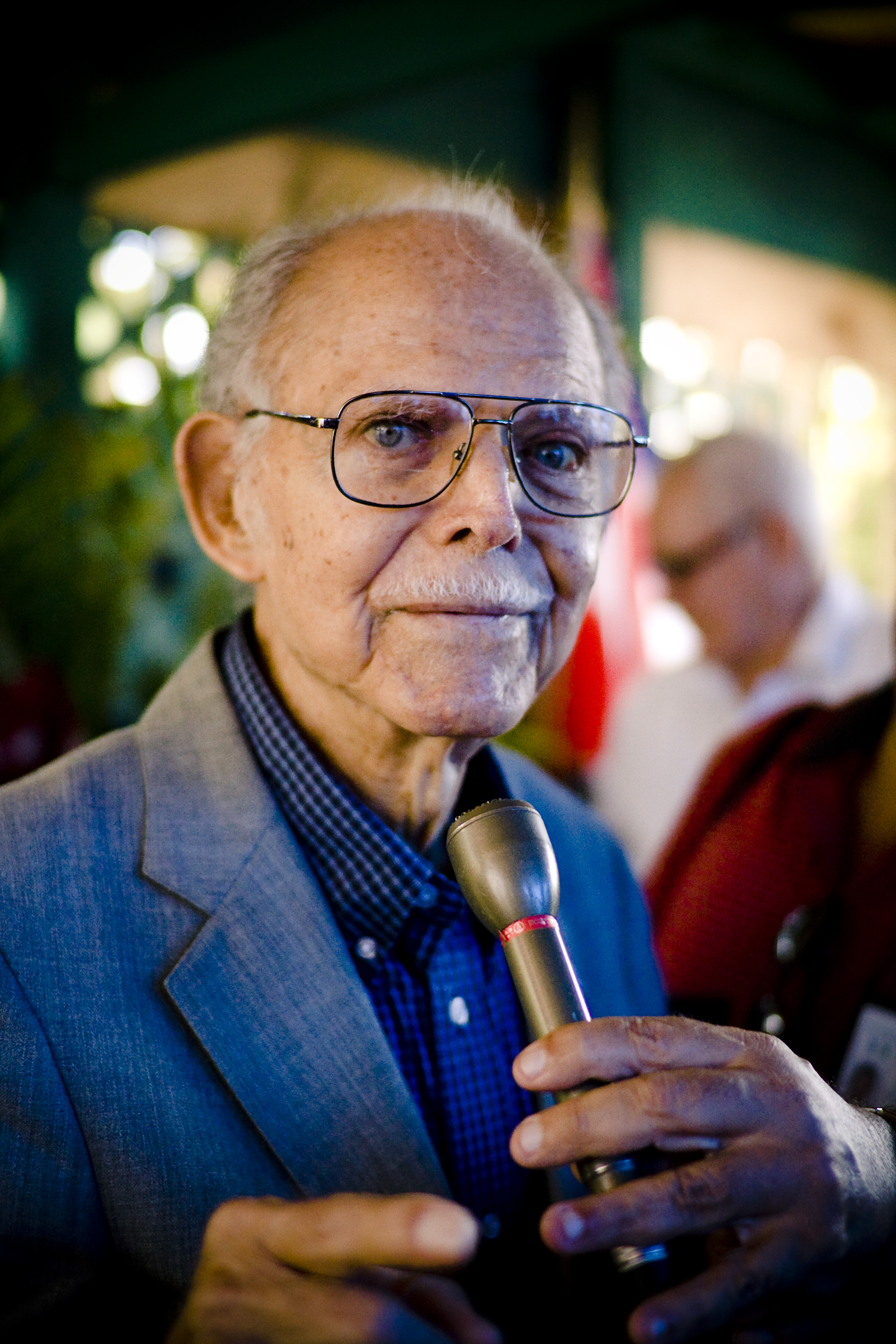
Huber Matos (2009)

Huber Matos Benítez (* 26. November 1918 in Yara, Kuba; † 27. Februar 2014 in Miami, Florida) war ein kubanischer Guerillaführer der kubanischen Revolution und späterer Dissident, zwanzig Jahre lang politischer Gefangener und anschließend Oppositionspolitiker im Exil.

## Leben und Wirken

### Kubanische Revolution
Matos arbeitete nach seiner Ausbildung zum Lehrer in Santiago de Cuba an verschiedenen Schulen der Provinz Oriente. 1944 erwarb er an der Universität von Havanna den Doktorgrad in Pädagogik und arbeitete dann weiter als Lehrer sowie als Dozent in der Lehrerausbildung in Manzanillo. Er war Vizepräsident des nationalen Lehrerverbands. Gemeinsam mit seinem Vater und seinen Brüdern betrieb er außerdem in seiner Heimatstadt Yara ein Unternehmen zum Reisanbau. Politisch engagierte er sich in der soziale Reformen fordernden Partei Partido del Pueblo Cubano (Ortodoxos) von Eduardo Chibás.
Als Gegner der Batista-Diktatur hatte er bereits 1957 beim Transport von Verstärkungstruppen für die Rebellenarmee um Fidel Castro geholfen, ging dann aber nach Costa Rica ins Exil. Im März 1958 kehrte er an Bord eines Flugzeuges, das eine Waffenlieferung für die Rebellenarmee nach Kuba brachte, wieder zurück. Fidel Castro ernannte ihn zum Offizier und teilte ihn der III. Front der Rebellenarmee unter dem damaligen Comandante Juan Almeida zu. Im August 1958 wurde er selbst zum Comandante der 9. Kolonne „Antonio Guiteras“ bestimmt, die nordöstlich von Santiago operierte.
Damit nahm er neben den bekannteren Comandantes Fidel Castro, Che Guevara, Raúl Castro und Camilo Cienfuegos, die am 5. Dezember 1956 mit der Yacht Granma von Mexiko kommend auf Kuba gelandet waren, am Guerillakrieg gegen das zunächst noch von den USA gestützte Batista-Regime teil und belagerte mit seiner Kampfgruppe die strategisch wichtige Stadt Santiago de Cuba. Als einer von mehreren prominenten Comandantes zog er am 8. Januar 1959 gemeinsam mit Fidel Castro in Havanna ein und übernahm drei Tage darauf das Amt des Militärgouverneurs der größten Provinz Kubas, Camagüey, einer reichen und konservativen Region.

### Politischer Fall
Nach dem Sieg der Rebellenarmee über den Diktator Fulgencio Batista wurde er immer mehr zum Sprecher des antikommunistischen Flügels der Bewegung des 26. Juli. Er stellte Überlegungen an, sich direkt an das kubanische Volk zu wenden, um die seiner Meinung nach stillschweigende Errichtung einer kommunistischen Diktatur, anstelle der gerade überwundenen, zu verhindern.
Er forderte, Fidel Castro solle eine Sitzung des Nationalen Direktoriums der Bewegung des 26. Juli einberufen, um die „kommunistische Infiltration“ zu diskutieren. In Briefen an Fidel Castro wandte er sich vehement gegen die seiner Meinung nach immer stärker werdende kommunistische Ausrichtung des Landes, die er aufgrund seiner liberalen Überzeugung ablehnte. Er kritisierte explizit die besonders treibenden Kräfte dieser Entwicklung, Raúl Castro und Che Guevara, denen er vorwarf, neben der erfolgreichen ersten Revolution einen „zweiten Plan“ für eine kommunistische Unterwanderung zu verfolgen.
Am 20. Oktober 1959, nach der Ernennung Raúl Castros zum Minister der Streitkräfte, erbat er seinen Rücktritt. Etwa 15 seiner Offiziere wollten mit ihm zurücktreten. Daraufhin wurde er des Verrats beschuldigt und auf Befehl Castros von Camilo Cienfuegos (nach Matos’ Angaben eher widerwillig und zweifelnd) verhaftet und anschließend in La Cabaña, der Festung von Havanna, vor ein „revolutionäres Gericht“ gestellt, das ihn im Dezember 1959 wegen konterrevolutionären Hochverrats zu zwanzig Jahren Haft verurteilte, die er voll verbüßen musste. Die Todesstrafe blieb ihm damit im Gegensatz zu vielen anderen in dieser Zeit als „Konterrevolutionäre“ Beschuldigten erspart, obwohl Fidel Castro selbst in einer Rede aussagte, Matos habe einen bewaffneten Aufstand vorbereitet, was allerdings nicht bewiesen wurde.
Im März 1975 wurde er von Amnesty International zum „politischen Häftling des Monats“ ausgewählt. 1979 wurde er nach Verbüßung der kompletten Haftstrafe und auf Vermittlung der Regierung Costa Ricas aus der Haft entlassen und in das mittelamerikanische Land ausgeflogen, in dem er bereits 1957 vorübergehend Exil gefunden hatte und wo inzwischen seine Frau und seine vier Kinder lebten. Später siedelte er in die USA über.

### Exil
Über seinen Bruch mit Fidel Castro, seinen Prozess und die Jahre der Haft hat er ein Buch unter dem spanischen Titel «Como llegó la noche» (deutsch: „Wie es Nacht wurde“) verfasst. Darin berichtet er u. a. von schweren Folterungen während seiner Haft in Kuba. Huber Matos war Generalsekretär der von ihm 1981 gegründeten Partei «Cuba Independiente y Democrática» (deutsch: „Unabhängiges und demokratisches Kuba“) (CID) mit Sitz in Miami und Mitgliedern innerhalb wie außerhalb Kubas.
Huber Matos starb 2014 im Alter von 95 Jahren in Miami an einem Herzinfarkt. Gemäß seinem Wunsch wurde er in San José (Costa Rica) beerdigt und soll nach einem zukünftigen Sturz des kubanischen Systems in seine Heimatstadt Yara umgebettet werden.

## Trivia
Seinen ungewöhnlichen Vornamen erhielt er zu Ehren des Schweizer Bienenforschers François Huber.
Gegen seinen Sohn, Huber Matos Araluce, der als CID-Sprecher agierte, wurde 1993 ein Untersuchungsverfahren wegen Millionenbetrugs mit Hilfe gefälschter Arztrechnungen zulasten der staatlichen Krankenversicherung Medicare eröffnet, woraufhin er sich nach Costa Rica absetzte und als Schutz vor einer drohenden Auslieferung die costa-ricanische Staatsangehörigkeit erwarb.

## Autobiografie
- Huber Matos: Como Llegó La Noche, Edition Fabula / Tusquets Editores, Barcelona 2004, ISBN 84-8310-944-1 (spanisch).